# Кингсвуд
Кингсвуд (англ. Kingswood; ирл. Coill an Rí) — пригород в Ирландии, находится в графстве Южный Дублин (провинция Ленстер). Кингсвуд является пригородом Талла,административного центра графства, ограниченным автодорогами M50 и Belgard Road. Пригород разделён на две части автодорогой Ballymount Road. В Кингсвуде проживает около 1600 человек. Пригород иногда называют Garranstown.
Известная ирландская писательница Katharine Tynan жила в Кингсвуде. На улице Ballymount Road сохранился дом, в котором жила писательница, её именем также назван парк в пригороде. В парке располагаются развалины замка, построенного в 1622 году и разрушенного галлами уже в 1646.